# Фруза
«Фруза» — советский художественный драматический телефильм режиссёра Вячеслава Никифорова, снятый по мотивам рассказа Василя Быкова «На тропе жизни» в 1981 году.

## Сюжет
Первые послевоенные годы, девушка с редким именем Фруза работает вахтёром в Строительном управлении Минска. Она, приехавшая в город из разоренной в войну деревни, потерявшая всех близких родственников, ведёт очень скромную одинокую жизнь. Ей хочется семьи, детей, но… перспектив на замужество в обескровленном войной обществе нет. Её развлекает работник организации, каждый раз проходящий мимо неё со словами: «Фруза — вышитая блуза. Вот сдадим квартальный отчет, подыщем тебе жениха».
Скрипящая входная дверь вызывает недовольство Фрузы и приводит к её знакомству с шофёром Пархомовым, который решает дверную проблему с помощью маслёнки. В свою очередь, Фруза приходит на помощь Пархомову, когда у него рядом с её домом ломается машина. Эта встреча продолжается визитом Пархомова к Фрузе в весенний праздничный день и их сближением, несмотря на нескрываемое им семейное положение и пятилетнюю дочь. Вскоре Фруза Семашко рассказывает подруге о своей беременности.

## В ролях
- Татьяна Кулиш — Фруза Семашко
- Галина Макарова — уборщица Дроздова
- Валентина Титова — Нонна
- Владимир Кулешов — шофёр Пархомов
- Лев Перфилов — председатель месткома Петроченков
- Иосиф Матусевич — дед
- Георгий Георгиу — муж Нонны
- Ольгерт Дункерс — Иван Кузьмич
- Владимир Орлов — Шавров
- Николай Манохин — завхоз Дмитруков
- Саша Березень — Никитка
- Тамара Муженко — соседка Фрузы
- Нина Розанцева — соседка Фрузы
- Иван Мацкевич — механик
- Владимир Сичкарь — заместитель Ивана Кузьмича
- Лидия Мордачёва — нянечка в роддоме
- Александра Зимина — глухая старушка
- Нинель Жуковская — эпизод

## Съёмочная группа
- Режиссёр: Вячеслав Никифоров
- Автор сценария: Фёдор Конев
- Оператор: Эдуард Садриев
- Художник: Михаил Щеглов
- Композитор: Валерий Иванов